# La Joya del Mar Empacadora
La Joya del Mar Empacadora är en ort i Mexiko.   Den ligger i kommunen La Paz och delstaten Baja California Sur, i den västra delen av landet, 1 200 km väster om huvudstaden Mexico City. La Joya del Mar Empacadora ligger 101 meter över havet och antalet invånare är 151.
Terrängen runt La Joya del Mar Empacadora är platt åt sydväst, men åt nordost är den kuperad. Runt La Joya del Mar Empacadora är det glesbefolkat, med 20 invånare per kvadratkilometer. Närmaste större samhälle är Todos Santos, 4,8 km söder om La Joya del Mar Empacadora. Omgivningarna runt La Joya del Mar Empacadora är i huvudsak ett öppet busklandskap.